# Hochzeitsturm

Hochzeitsturm auf der Mathildenhöhe in Darmstadt

Das Wahrzeichen Darmstadts ist der 48,5 m hohe Hochzeitsturm, der auf der Mathildenhöhe steht.
Der österreichische Architekt Joseph Maria Olbrich gestaltete den 1908 fertiggestellten Backsteinturm im Auftrag der Stadt Darmstadt als Geschenk zur Erinnerung an die Hochzeit des Großherzogs Ernst Ludwig mit Prinzessin Eleonore zu Solms-Hohensolms-Lich am 2. Februar 1905. Markant sind die fünf abschließenden Bögen des Daches, die an eine ausgestreckte Hand erinnern, weshalb er auch „Fünffingerturm“ bzw. „Fünf-Finger-Turm“ genannt wird. Der Turm wird dem Jugendstil zugeordnet. Als Gebäude gehört er zum Komplex des damals neuen Wasserreservoirs und der Ausstellungshalle und Gemeinschaftsateliers der Darmstädter Künstlerkolonie.

## Eingangshalle
In der Eingangshalle befinden sich zwei Mosaiken von Friedrich Wilhelm Kleukens, Der Kuss und Die Treue. Die Decke ist als Nachthimmel gestaltet. Der Aufzug wurde später installiert.

## Fassadengliederung

### Sockel mit Eingangsportal
Verputzte dreistufige Ausführung, Höhe etwa 1,5 Geschosse.

### Turmkörper

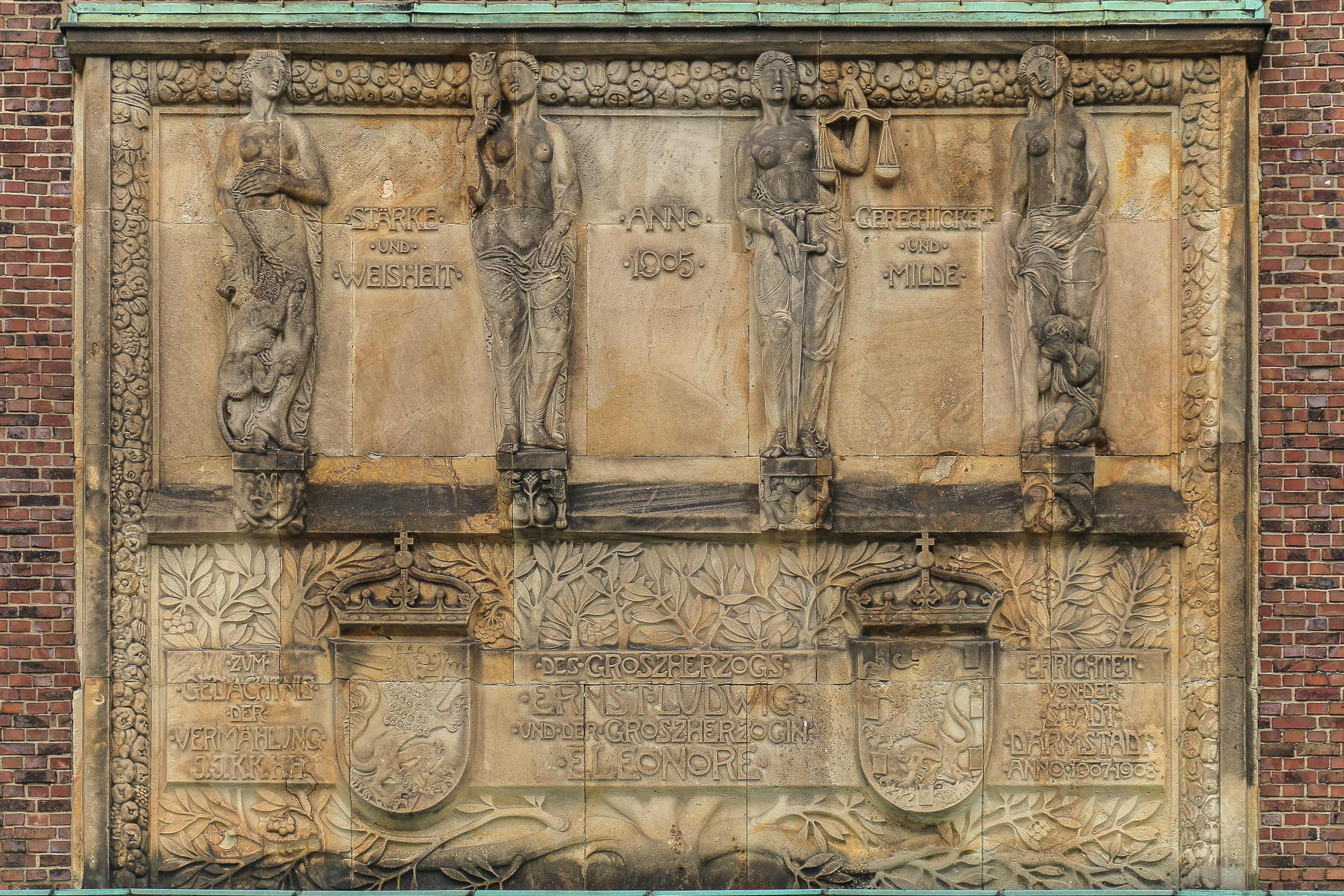
Relief von Heinrich Jobst über dem Eingang des Hochzeitsturms

Der gemauerte Turmkörper aus dunkelroten Ziegelsteinen (Torfbrandklinker) beginnt mit einer Sandsteinplatte über dem Eingang (vier Figuren über den beiden Wappen; Heinrich Jobst * 1874 † 1943). Die vier Figuren sind Personifikationen der vier Herrschertugenden Stärke, Weisheit, Gerechtigkeit und Milde.
Das Relief wurde von Heinrich Jobst entworfen und trägt eine Inschrift. Sie lautet:
ZUM GEDÄCHTNIS DER VERMÄHLUNG I.I.K.K.H.H. DES GROSZHERZOGS ERNST LUDWIG UND DER GROSZHERZOGIN ELEONORE ERRICHTET VON DER STADT DARMSTADT; ANNO 1907–1908
In der 2. und 3. Etage befindet sich ein Büchermagazin.

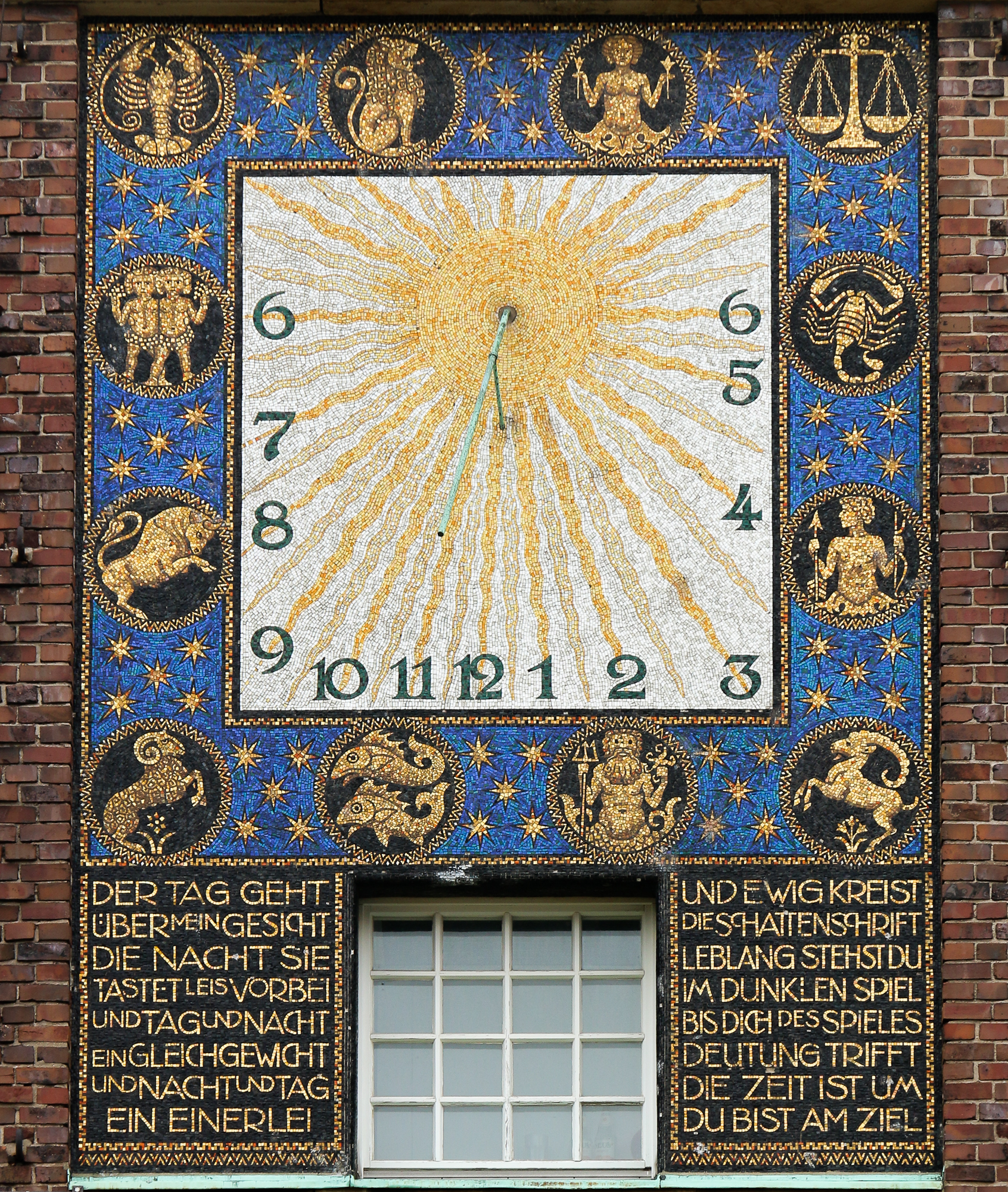
Sonnenuhr an der Südseite

Die Sonnenuhr auf der Südseite wurde 1914 nach Entwürfen von Friedrich Wilhelm Kleukens (1878–1956) von den Vereinigten Werkstätten für Mosaik und Glasmalerei Puhl & Wagner – Gottfried Heinersdorff in Berlin-Neukölln ausgeführt. Sie wird von den 12 Tierkreiszeichen auf blauem Grund umrahmt. Darunter sind links und rechts des Sprossenfensters die erste und die letzte – etwas modifizierte – Strophe eines Gedichts von Rudolf G. Binding zu lesen:
Der Tag geht über mein Gesicht

die Nacht sie tastet leis vorbei

und Tag und Nacht ein Gleichgewicht

und Nacht und Tag ein Einerlei

und ewig kreist die Schattenschrift

leblang stehst du im dunklen Spiel

bis dich des Spieles Deutung trifft

die Zeit ist um – du bist am Ziel
In der 4. Etage mit exzentrisch und um die Ecken geführten Fensterbändern (4 und 1) befindet sich das Zimmer des Großherzogs, das sogenannte „Fürstenzimmer“, heute Kanzlei des Standesamts.
In der 5. Etage mit exzentrisch und um die Ecken geführten Fensterbändern (4 und 1) liegt das Zimmer der Großherzogin, das sogenannte „Hochzeitszimmer“.

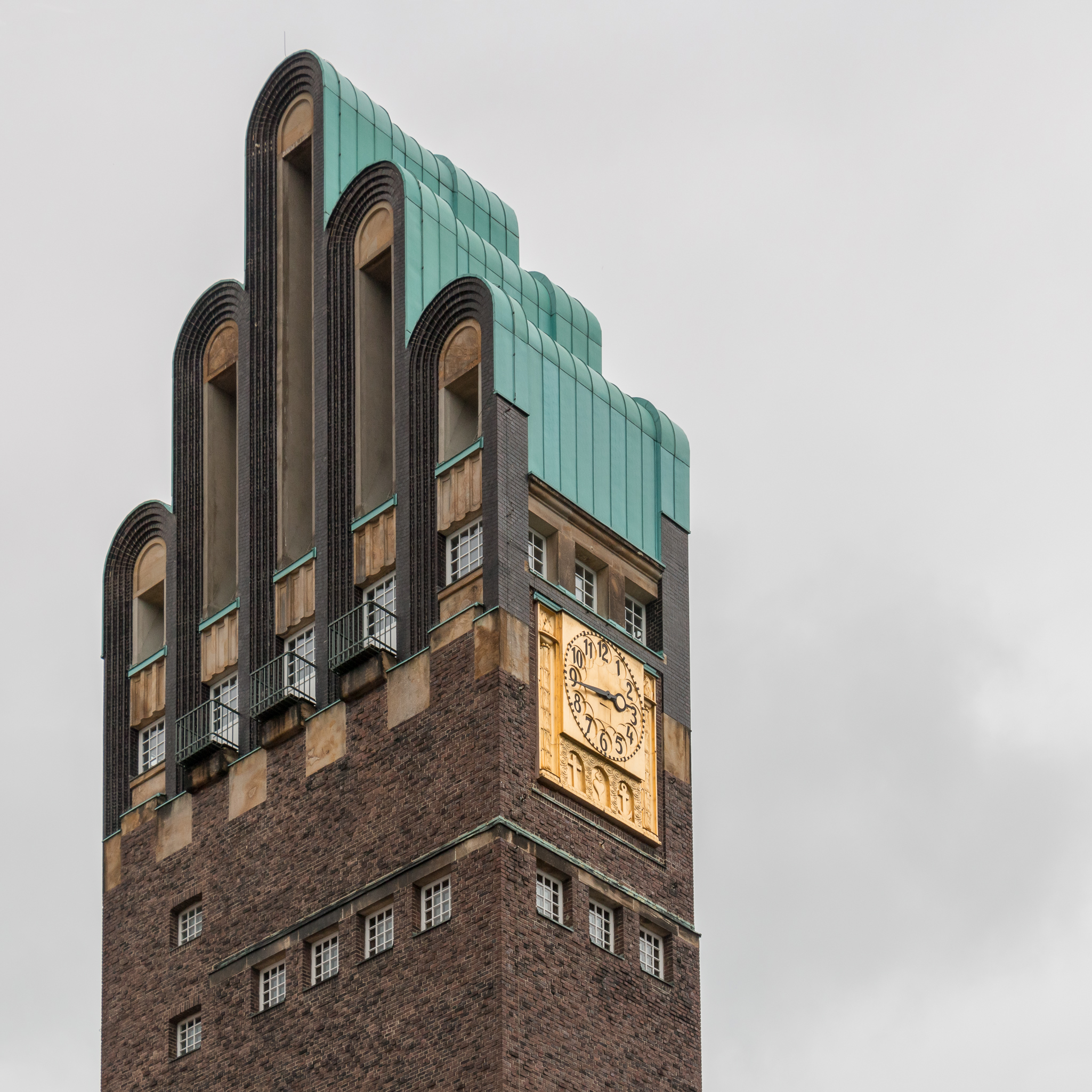
Dach und Turmuhr

An der Nordseite, in Höhe der 6. Etage, wurde 1914 eine in Blattgold gehaltene, mechanische Turmuhr eingefügt. Nach einem Entwurf Albin Müllers fassen seitlich zwei goldene Fackeln und unten drei ornamentale Rundbögen, die ein Kreuz, ein flammendes Herz und einen Anker, die Symbole für Glaube, Liebe und Hoffnung umschließen, das Zifferblatt auf quadratischem Feld (4 m × 4 m)  ein. Die Indikation beschränkt sich auf Stunden und Minuten, die Indizes sind schwarz auf goldenem Grund; 1999 wurde die Uhr komplett restauriert und die Goldauflage erneuert.

### Aussichtsplattform und fünfzinniger Abschluss

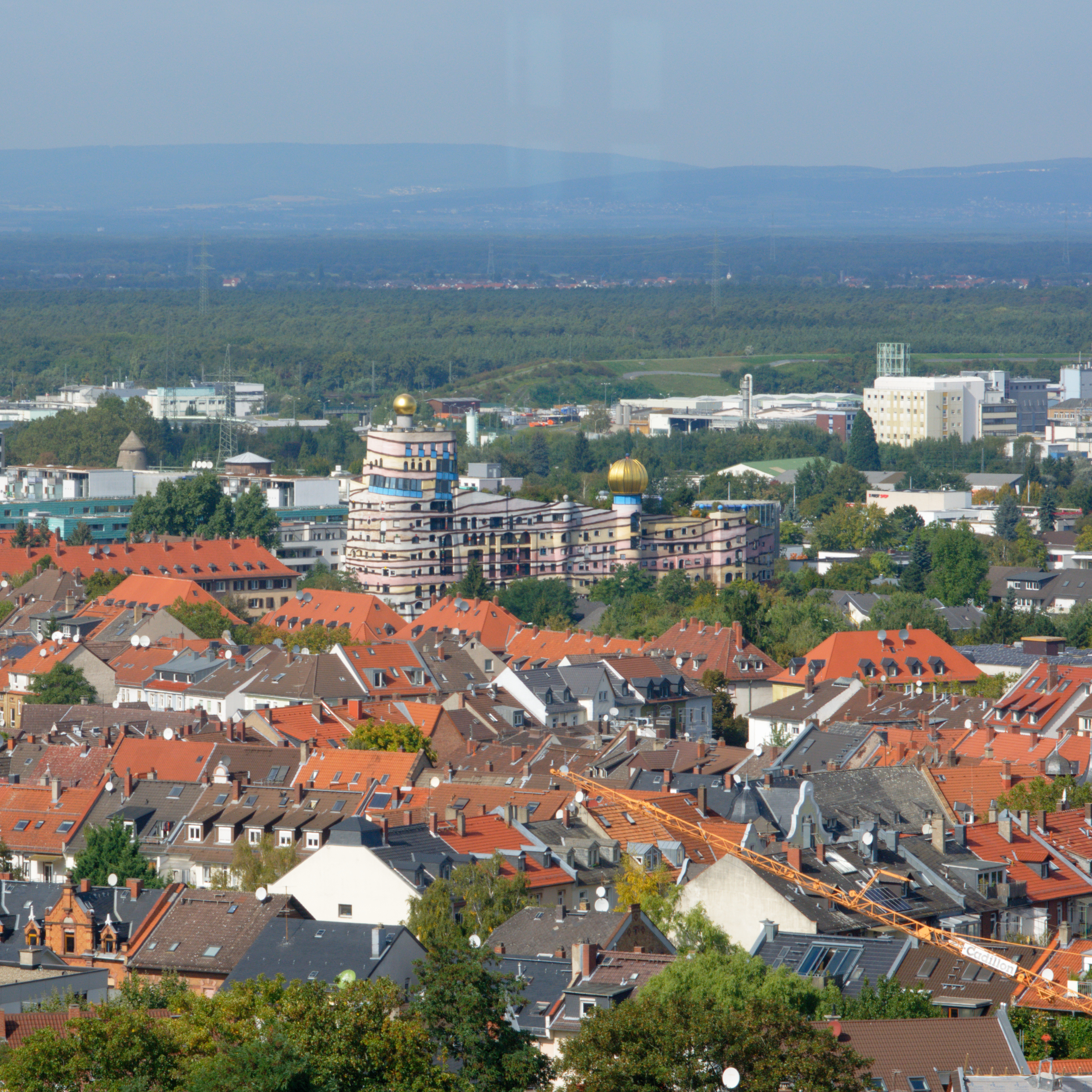
Aussicht vom Hochzeitsturm Richtung Waldspirale

Den Abschluss des Turms bilden fünf gleichbreite Zinnen von dreierlei Höhe in symmetrischer, keilförmiger Staffelung, die je tonnenförmig abgerundet wie Finger wirken. Ihre Dachflächen und Seitenflächen sind mit Kupferblech verkleidet.
Die  Breitseite des rechteckigen Turms geht in die fünfgliedrige Fassade des Giebels über. Die Stirnseiten der fünf Finger werden durch Bänder dunkelvioletter Ziegel gegliedert, die zu Rundbögen aufsteigen. Die Ziegelsteine sind mit ihrer Schmalseite als Sichtseite vermauert und mehrmals in einfachen Streifen nach innen zurückgesetzt, wie bei einem Stufenportal. Die hiervon eingefassten schlanken Öffnungen in der Fassade sind verschieden hoch. Sie werden unten von fünf auf gleicher Höhe liegenden quadratischen Schmuckreliefs aus gelblichem Sandstein begrenzt und oben von je einem ungeschmückten Tympanon aus gleichem Material. Unter den Sandsteinquadern liegt jeweils eines der fünf Sprossenfenster auf der Breitseite in der 7. Etage.
In dieser Etage, auf einer Höhe von etwa 33,5 m über Grund, befindet sich die Aussichtsplattform. Dieser Raum erstreckt sich über den gesamten Stock und ist über das Treppenhaus mit 195 Stufen in 13 Wendelungen oder mit dem (nachträglich eingebauten) Aufzug zu erreichen. Die Schmalseiten des Aussichtsraums haben je drei Sprossenfenster, im Norden wie im Süden. Die fünf Fenster auf der Westseite sind in Türen angebracht, die zu kleinen vorgebauten Balkonen führen. Auch auf der Ostseite sind drei der fünf Fenster in Türen zu Balkonen. Weder Fenster noch Türen können von Besuchern geöffnet werden. Den Besuchern bietet sich ein Panorama mit Rundblick und weiter Aussicht.

## Innenausstattung
Das rund sieben Meter hohe Zimmer des Großherzogs in der vierten Ebene wird von einem abgehängten Tonnengewölbe überspannt. Darunter befinden sich vertäfelte Wände. Die Ausmalung des Gewölbes mit einem tiefblauen Grund, der mit einer stilisierten Fächendekoration aus schlängelnden Eidechsen überzogen ist, und einer Stirnwand mit allegorischen Darstellungen vom Sieg der vorwärtseilenden Neuzeit sind Werke des Malers Fritz Hegenbart.
Das 4,40 Meter hohe Zimmer der Großherzogin in der fünften Ebene, auch Hochzeitszimmer genannt, hat eine kassettierte und vergoldete Stuckdecke. Über der umlaufenden Vertäfelung malte der Darmstädter Künstler Philipp Otto Schäfer einen breiten Wandfries mit der Darstellung eines Hochzeitsfestes. Auf drei Wänden ist der Hochzeitszug und an der Stirnwand im Norden das Brautpaar unter einem Baldachin dargestellt.